# Great Crimes and Trials

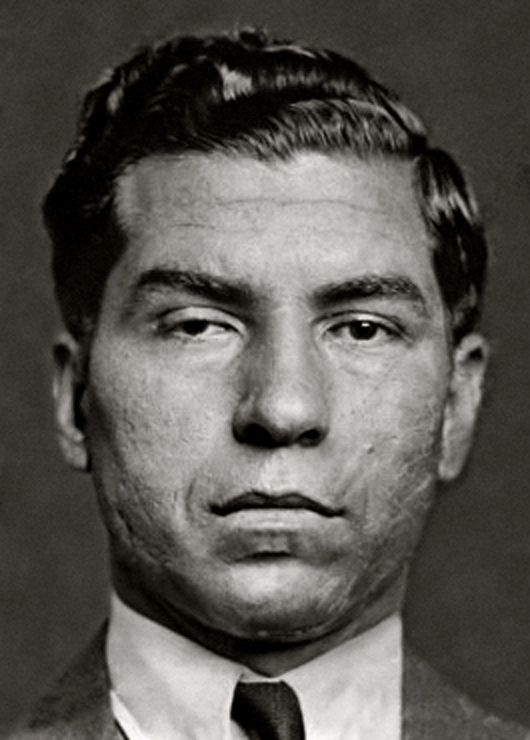
Lucky Luciano

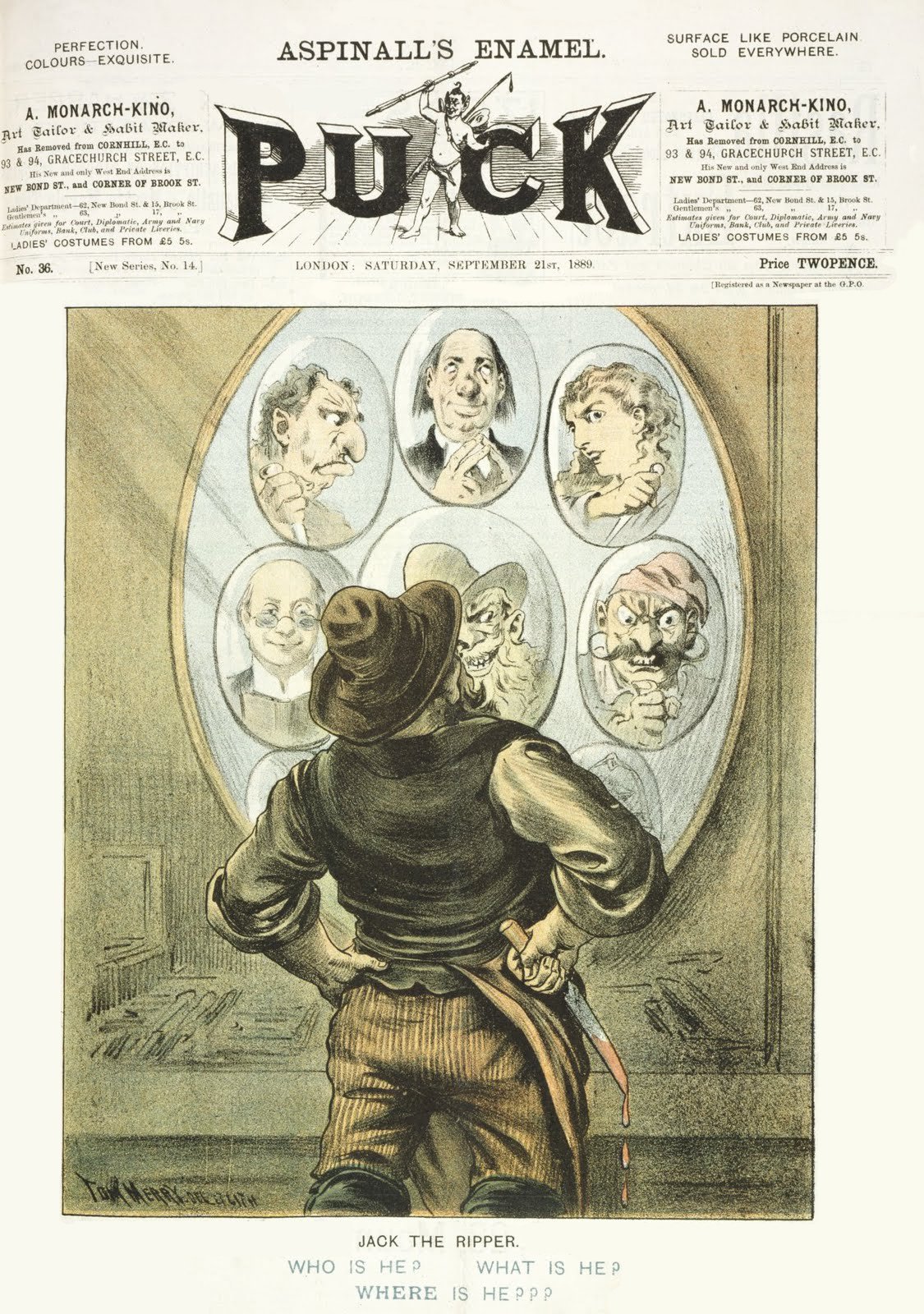
De omslag van het tijdschrift Puck op 21 september 1889, met een spotprent van Jack the Ripper

Great Crimes and Trials is een Britse televisieserie die geproduceerd werd door de BBC in het begin van de jaren negentig van de vorige eeuw. Later werd de serie opnieuw uitegebracht door The History Channel. De 80 afleveringen van deze serie over de belangrijkste misdaadzaken uit de 20e eeuw gaan onder andere over Al Capone, Jack the Ripper, Lucky Luciano, John Dillinger, Charles Manson, The Black Panther, John Christie, The Boston Strangler, The Yorkshire Ripper, The Son of Sam, John Haigh, Ted Bundy, Crippen en de Great Train Robbery. Deze zaken werden vakkundig gereconstrueerd. De commentator bij deze serie is acteur Robert Powell.

## Afleveringen in het eerste seizoen
- The Lindbergh Kidnapping
- Lucky Luciano
- Son of Sam
- The Hillside Stranglers
- John Dillinger
- The Manson 'Family' Murder
- The Jonestown Massacre
- The Boston Strangler
- The Yorkshire Ripper
- The McKay Kidnapping
- Jack the Ripper
- Murf The Surf
- John Christie of Rillington Place
- Haigh, The Acid Bath Murderer
- The Great Train Robbery
- The Case of Dr Crippen
- The Massacre of the Tsar
- The Trial of Adolf Eichmann
- The Case of Gary Gilmore
- John Wayne Gacy
- The Trials of Dr Samuel Sheppard